# Metopeuraphis atriplicis
Metopeuraphis atriplicis är en insektsart. Metopeuraphis atriplicis ingår i släktet Metopeuraphis och familjen långrörsbladlöss. Inga underarter finns listade i Catalogue of Life.